# Николова, Лолита
Лолита Николова (род. 1959) — болгарский и американский (постоянный житель США с 2001 г.) археолог, специалист по культурной антропологии и генеалогии. Основатель и директор Международного института антропологии в г. Солт-Лейк-Сити, штат Юта, США. Автор большого количества работ по антропологии доисторического общества Балкан в период верхнего палеолита, мезолита и неолита, по доисторическому искусству, символизму, генетике доисторических миграций и др.

## Сочинения
- The Balkans in Later Prehistory (1999).